# Spider-Man: Bez domova
Spider-Man: Bez domova (v anglickém originále Spider-Man: No Way Home) je americký akční film z roku 2021 režiséra Jona Wattse, natočený na motivy komiksů z vydavatelství Marvel Comics o superhrdinovi Spider-Manovi. V titulní roli se představil Tom Holland, jenž Spider-Mana ztvárnil i v předchozích snímcích, v dalších rolích se objevili Zendaya, Benedict Cumberbatch, Jacob Batalon, Jon Favreau, Jamie Foxx, Willem Dafoe, Alfred Molina, Benedict Wong, Marisa Tomeiová, Andrew Garfield a Tobey Maguire. Jedná o 27. snímek filmové série Marvel Cinematic Universe.
Film má navazovat na předchozí snímky Spider-Man: Homecoming a Spider-Man: Daleko od domova. Natáčení bylo zahájeno v říjnu 2020. Datum premiéry v amerických kinech bylo původně stanoveno na 16. červenec 2021, ale kvůli pandemii covidu-19 bylo posunuto nejprve na 5. listopad 2021 a posléze na 17. prosinec 2021.

## Příběh
Poté, co Quentin Beck/Mysterio odhalí Peterovu identitu je Parker, jeho přítelkyně MJ, nejlepší přítel Ned Leeds a teta May vyslýcháni policií a organizací pro kontrolu škod (v originále Damage Control Department). Právník Matt Murdock nechá Parkerova obvinění stáhnout, ale trio se potýká s negativní publicitou. Poté, co je Parkerova, MJ a Nedova žádost na MIT zamítnuta, Parker jde požádat Doctora Strange o pomoc. Strange navrhne kouzlo, díky kterému by lidé zapomněli, že Parker je Spider-Man. Parker souhlasí, ale při kouzlení opakovaně požaduje úpravy, aby si jeho blízcí uchovali své vzpomínky, což zkazí kouzlo, ale Strange ho zadrží a přinutí Parkera odejít.
Parker jde poté přesvědčit kurátorku MIT, aby přehodnotila MJ a Nedovu žádost, ale je nečekaně napaden Dr. Ottem Octaviusem. Octavius během boje vytrhne kousek Parkerovi nanotechnologie z jeho obleku, což umožní Parkerovi ovládat Octaviuse. Během boje mezi Octaviusem a Parkerem však přiletí i Green Goblin, a proto Strange teleportuje Parkera a zavře Octaviuse do cely vedle Lizarda. Strange Parkerovi vysvětlí, že poškozené kouzlo přivolalo lidi z jiných vesmírů, kteří znají Spider-Manovu identitu, a přikazuje Parkerovi, MJ a Nedovi, aby je našli a zajali.
Když Parker zajme Electra a Sandmana, Osborn znovu získá nad sebou kontrolu ze své rozdělené osobnosti Green Goblina a dobrovolně odchází s Petrem. Později, při diskuzi o svých bitvách se Spider-Many si Osborn, Octavius a Dillon uvědomí, že byli vytaženi ze svých vesmírů těsně před svou smrtí. Strange připraví kouzlo, které pošle padouchy zpět do jejich příslušných vesmírů, ale Parker tvrdí, že by nejprve měli vyléčit schopnosti a šílenství padouchů, aby zabránili jejich smrti po jejich návratu. Když Strange nesouhlasí, Parker ukradne kouzlo a během souboje se Strangem ho uvězní v zrcadlové dimenzi. Peter pak spolu s May odvede skupinu padouchů do bytu Happyho Hogana. Úspěšně vyléčí Octaviuse pomocí technologie od Stark Industries, ale Osbornova druhá osobnost Goblina znovu převezme kontrolu nad ním a přesvědčí nevyléčené padouchy, aby zradili Parkera. Když Electro, Sandman a Lizard utíkají, Goblin napadne Petera a při boji smrtelně zraní May a ta později v Peterově náručí zemře.
Mezitím Ned zjistí, že dokáže vytvořit portály pomocí Strangeova prstenu. MJ a Ned najdou Petera 2 a Petera 3, alternativní verze Parkera, které přivolalo Strangeovo kouzlo. Ned a MJ najdou "jejich" Parkera a utěšují ho, zatímco ostatní Parkeři sdílejí příběhy o ztrátě milovaných; povzbuzují Parkera, aby bojoval za Mayinu počest. Spider-Mani poté vyvinou léky a nalákají Dillona, Marka a Connorse k Soše svobody, kde s nimi bojují. Peter 2 a Parker vyléčí Marka a Connorse. Poté přijde Octavius na pomoc a vyléčí Dillona. Ned osvobodí Strange ze zrcadlové dimenze, ale přiletí Green Goblin, který zničí Starngeovo kouzlo, čímž prolomí bariéry oddělující vesmíry. Zatímco se Strange snaží udržet bariéry a Peter 3 zachrání MJ, která spadla ze sochy svobody se rozzuřený Parker pokouší zabít Goblina, který se mu posmívá ale Peter 2 ho zastaví na v poslední chvíli je zezadu probodnut Goblinem. Peter 3 a Parker vstříknou Goblinovi jeho lék a čímž mu vrátí zdravý rozum Normana Osborna. Parker si poté uvědomí, že jediný způsob, jak ochránit multivesmír, je vymazat se z paměti všech a požádá Strange, aby tak učinil, přičemž MJ a Nedovi slíbí, že je potom znovu najde. Kouzlo je sesláno, vrátí každého do jejich příslušných vesmírů a vymaže všem paměť na Parkera v jeho vesmíru. O dva týdny později Parker navštíví MJ a Neda, aby se znovu představil, ale rozhodne se, že to v rámci jejich bezpečí neudělá. Zatímco truchlí u Mayina hrobu, vede rozhovor s Hoganem a je ním inspirován pokračovat ve výrobě nového obleku a pokračovat v superhrdinství.
V mezititulkové scéně je vidět Eddie Brock v baru. Když Strange sešle kouzlo, Brock se vrátí do svého vesmíru, přičemž ale zanechá v baru kousek ze svého symbionta Venoma.

## Obsazení
- Tom Holland (český dabing: Adam Mišík) jako Peter Parker / Spider-Man / Peter 1
- Tobey Maguire (český dabing: Jan Maxián) jako Peter Parker / Spider-Man / Peter 2 z filmové trilogie od Sama Raimiho
- Andrew Garfield (český dabing: Matouš Ruml) jako Peter Parker / Spider-Man / Peter 3 z filmové série Amazing Spider-Man
- Benedict Cumberbatch (český dabing: Josef Pejchal) jako Doctor Strange[8]
- Jon Favreau (český dabing: Tomáš Racek) jako Harold „Happy“ Hogan
- Zendaya (český dabing: Eva Josefíková) jako Michelle „MJ“ Jones-Watsonová
- Marisa Tomei (český dabing: Miroslava Pleštilová) jako May Parkerová
- Jacob Batalon (český dabing: Roman Hajlich) jako Ned Leeds
- Jamie Foxx (český dabing: Lukáš Hlavica) jako Max Dillon / Electro
- Alfred Molina (český dabing: Zdeněk Maryška) jako Dr. Otto Octavius / Doctor Octopus
- Willem Dafoe (český dabing: Miroslav Etzler) jako Norman Osborn / Green Goblin
- Rhys Ifans (český dabing: Marcel Vašinka) jako Dr. Curt Connors / Lizard
- Thomas Haden Church (český dabing: Pavel Šrom) jako Flint Marko / Sandman
- Benedict Wong (český dabing: Igor Bareš) jako Wong[8]
- J. K. Simmons (český dabing: Jiří Plachý) jako J. Jonah Jameson
- J. B. Smoove (český dabing: Pavel Nečas) jako učitel Julius Dell
- Martin Starr (český dabing: Daniel Bambas) jako Mr. Harrington
- Tony Revolori (český dabing: Petr Neskusil) jako Flash Thompson
- Angourie Rice (český dabing: Patricie Marková) jako Betty Brantová
- Charlie Cox (český dabing: Vilém Čapek) jako Matt Murdock / Daredevil[9]
- Tom Hardy (český dabing: Petr Lněnička) jako Eddie Brock / Venom (mezititulková scéna)[10]